# 塞尔希奥·卡梅略
塞尔希奥·卡梅略·佩雷斯（西班牙語：Sergio Camello Pérez，2001年2月10日—），西班牙男子足球运动员，场上位置是前锋。他曾代表西班牙国奥队参加2024年夏季奥林匹克运动会男子足球比赛，获得一枚金牌。